# Tízek Tanácsa
A Tízek Tanácsa, vagy olaszul a Consiglio dei Dieci (gyakran volt használatban a C. d. X rövidítés is) a Velencei Köztársaság legnagyobb hatalommal rendelkező intézményévé nőtte ki magát. Elsőként 1310-ben hozták létre a tanácsot, amely az állam elleni összeesküvés felderítésére alakult meg. Hivatali idejét azonban meghosszabbították, és századok múltán a legrettegettebb szervezetté vált. A Tízek Tanácsa a köztársaság végrehajtó hatalmának rendőri és titkosszolgálati feladatait látta el. Mindenkit és mindent megfigyelhetett Velence birtokain és külföldön is.

## A Tízek Tanácsának kialakulása
A Tízek Tanácsát eredetileg egy ad hoc bizottságként hozta létre Pietro Gradenigo dózse 1310-ben. A tanácsnak az volt a feladata, hogy felgöngyölítse a 14. század és valószínűleg Velence történelmének legnagyobb összeesküvését, a Tiepolo-összeesküvést (bővebben: a Velencei Köztársaság cikkben). A dózse kérésére az állami rend ellen irányuló nemesi összeesküvést úgy kellett a tízeknek kinyomozni, hogy a lehető legdiszkrétebben, feltűnés nélkül, rangra és személyre való tekintet nélkül szolgáltassanak igazságot.

A tanács létének eredetileg tervezett tíz napos fennállását a kormány kénytelen volt meghosszabbítani az összeesküvés felderítése érdekében. A tízek olyan hatékonyan dolgoztak, hogy a köztársaság vezetői újabb feladattal látták el a testületet. Miután már sokadjára hosszabbították meg a tanács működését, végül 1335-ben örökös állambiztonsági szervvé nyilvánították, pontosabban maga a tanács deklarálta saját létezését. Ebből adódik a tízek különleges hatalma a köztársaságon belül. A tanács ugyanis nem volt köteles számot adni döntéseiről, egy állami szerv sem mondhatott neki ellent, és mindenre valamint mindenkire kiterjedhetett vizsgálata. Így vált ez a szervezet Velence legrettegettebb tanácsává.

## A Tízek feladatai

### Tagjai és belső működése
A köztársaság keretein belül a tanács igen nagy önállósággal bírt, amely sohasem volt népszerű a velencei politikában. Az alkotmányba ezért számos demokratikus megszorítás került be a tízekről. A tagokat a Nagytanács választotta meg. A szabályok szerint a tagok között nem lehettek közeli rokonok, mindegyiküknek be kellett tölteniük a negyvenedik életévüket. Személyük szerint higgadt, megbízható embereknek kellett lenniük, akik korábban már viseltek valamilyen magas állami hivatalt. 

A 14. század közepéig tagjai rotációval váltották egymást, azaz két tanácstag kéthavonta letette hivatalát, és helyüket újak töltötték be. Miután ezt saját hatáskörén belül eltörölte, a tízeket egy évre együtt választották meg. Egy év kihagyás után az egykori tagokat ismét meg lehetett választani, 1683 után pedig három év kihagyást kellett garantálni. A tanács minden hónapban három új elnököt választott, akik ebben az időben a társadalomtól szigorúan elzárva éltek. Tilos volt számukra gazdasági vagy nyilvános helyek látogatása, tehát még az utcára sem mehettek ki sétálni. Ezzel próbálták elejét venni a korrupciónak vagy lefizetésnek.
A többi magas állami tisztet betöltőktől abban is elütöttek, hogy a tízek egyáltalán nem kaptak állami fizetést. A Tízek Tanácsa csak igen rövid ideig volt ténylegesen tíz ember tanácsa, ugyanis röviddel a testület megalakulása után a tanács tagjaivá vált a Signoria hat főtanácsosa, azaz a consiglierik és maga a dózse. A tizenhét tagú tanács határozatképességéhez tizenkét tag jelenlétére volt szükség. Később a megalakuló Zonta tizenöt fővel harminckét főre növelte a tanács tagjainak számát.

A tanács döntései gyakran igen súlyos és kényes kérdésekben foglaltak állást, ezért a velencei törvények értelmében a Tízek Tanácsa csak egyhangú döntést hozhatott. Ezt úgy tudták kivitelezni, hogy a szavazások után a kisebbségnek csatlakoznia kellett a többség döntéséhez. Amennyiben egyenlő szavazat érkezett egy döntés elfogadásához és ellenzéséhez, az elnök voksa döntött.

### Feladatkörei
Megalakulásakor a tízek feladata mindössze a Tiepolo-összeesküvés felszín alatti elrendezése volt, amelyhez az évek során egyre több feladat társult, és lassan az állam irányításában döntő súlyt szerzett. A köztársaság bukásáig fennálló szervezet legfőbb feladatköre a megfigyelés volt, amely kiterjedt a velencei polgárokra éppúgy, mint a külföldiekre vagy követekre. Hatalmának elméletileg nem voltak korlátai, hiszen döntéseit még akkor is be kellett tartani, ha egy másik korábbi törvénynek homlokegyenest ellentmondott. Egyetlen állami szerv sem ellenőrizhette vagy bírálhatta a tanácsot. Mégsem alakulhatott ki egyfajta diktatórikus intézmény, ugyanis tagjait mindig újraválasztották, és mivel nem egy családból kerültek ki a tagok, sőt, gyakran ellenséges famíliák sarjai foglaltak helyet a tízek között, az önellenőrzés is jól működött. Nem volt ritka, hogy a tízek saját tagjukat ítélték el. Bizonyos fokig a Szenátus és az Avogaria tiltakozhatott a tanács döntése ellen, de ez a jog a 16. századra teljesen eltűnt.

A feladatkör folyamatos bővülése során a tízek hatalma lassan kiterjedt a nemesek bűncselekményeinek kivizsgálására, az összeesküvések felderítésére, a politikai nyugtalanság kezelésére, de ettől sokkal fontosabb volt, hogy a tanács titkos tárgyalásokat folytathatott külföldi hatalmakkal bizonyos területekről, és más ajánlatokat is tehettek az állam érdekében. Az államkasszától független titkos költségvetésük volt. A tízek ellenőrizték a tisztviselőket, és ők nyomozhattak a fegyverhasználat kérdésében illetve a pénzhamisítás, szöktetés, erőszak, istenkáromlás vagy átkozódás bűntetteiben is. A tanácsnak nem csupán nyomozási hatalma volt, hanem azonnal ítélkezhettek, sőt végre is hajthatták az ítéletüket. Ezek alapján az egyik legerősebb bírói hatalmat is gyakorolták.
A tízek hatalma ezen jogok alapján annyira megnőtt, hogy pár éven belül a tanács azon az alapon, hogy a köztársaság nyugalma felett őrködik komoly beleszólást nyert a jelentősebb államügyekbe. A Szenátustól elragadta a gazdasági és pénzügyi igazgatás feletti ellenőrzés jogát, az egyházi ügyekben a főhatóság szerepét és a bányák valamint erdők felügyeleti jogát. A Nagytanács határozatait többször is hatályon kívül helyezte. Ezzel a tanács Velence legfőbb intézménye lett. A tízek meghatalmazásával bármely bíróság vagy ügyészség adott ügyekben a CdX jogköreit alkalmazva járhatott el.

### Hatalmi hanyatlása
A Tízek Tanácsának aránytalanul nagy hatalmát egyre jobban irigyelte az állam másik két fő hatalma: a Nagytanács és a Szenátus. Ennek főként családi okai voltak, ugyanis egyes nemesi famíliák folyamatosan jelen voltak a Tízek Tanácsában, míg mások csak nagy ritkán kerülhettek a tízek tagjai közé. A megnövekedett hatalmú intézmény visszaszorítására először 1582-ben tettek kísérletet. Az állami intézmények első hatásköri harcának eredményeként a három nagy szervezet működési körét pontosan szabályozó egyezmény született meg. A Szenátus ekkor kapta vissza a gazdasági és pénzügyi irányítás jogát, és más kisebb jelentőségű korlátozást is bevezettek.

A Tízek Tanácsát valamennyire sikerült ugyan visszaszorítani, de a tényleges hatalmat gyakorló családok tulajdonképpen ugyanakkora befolyással rendelkeztek, mint odáig. Ez vezetett 1628-ban a második hatásköri harchoz, amelynek végén a tízek kimondták, hogy többé nem nyúlnak a Szenátus, a Signoria vagy az Avogaria kompetenciájába tartozó ügyekhez. A Szenátus visszakapta az egyház feletti ellenőrzés jogát, és másik két fontos hivatalt is visszaszerzett. Ezen felül az újraválaszthatóság idejét is megemelték egy évről háromra. Ez már komolyan átrendezte az eddig hagyományosan uralkodó családok hatalmi helyzetét.
A hatalmi harcok végül a Szenátus győzelmét hozták, bár a Tízek Tanácsa még ekkor is a köztársaság legbefolyásosabb intézménye volt. Az állami szervezetek hatásköri harcaiban azonban igazán egy nevető harmadik intézmény nyert igen sokat. Ez pedig az Állami Inkvizíció intézménye volt, amely a Tízek Tanácsának egyik melléktanácsa volt, de igen fontos jogokat hódított el a tízektől. A köztársaság utolsó évszázadaiban az inkvizíció volt a legrettegettebb hatalom.

### A Zonta
1321-ben a tízek úgy döntöttek, hogy a megnövekedett feladatok ellátása érdekében egy kiegészítő szervezetet hoznak létre. Ez lett a Zonta, amelynek tizenöt tagját 1355-től kezdve már egy év kihagyással újra lehetett választani. A Zonta tagjai nem sokkal birtokoltak kevesebb jogkört, mint a Tízek Tanácsa tagjai, bár az ő szavuk inkább csak az informálásra terjedt ki. 1515-től kezdve törvény mondta ki, hogy a Zonta tagjait csak a Szenátus soraiból lehet választani. Ez a törvény tulajdonképpen szentesítette a gyakorlatban már megvalósult választást. Egészen 1529-ig a Zonta hivatalosan eseti bizottságként működött, noha ekkor már több mint kétszáz éve folyamatosan működött.

## Kapcsolódó szócikk
Állami Inkvizíció